# Bodilprisen for bedste ensemble
Bodilprisen for bedste ensemble er en filmpris, der bliver uddelt ved den årlige Bodilprisuddeling arrangeret af foreningen Danske Filmkritikere. Prisens formål er at hylde en films centrale skuespilgalleris præstation og samspil. Prisen blev uddelt for første gang i den 78. Bodilprisuddeling i 2025.

## Vindere og nominerede
| År                   | Film | Cast |
| -------------------- | --- | ---- |
| 2025                 | |      |
| Fuld af kærlighed    | Lars Ranthe, Stine Stengade, Viilbjørk Malling, Ella Paaske og Luca Uhde Jacobsen                                       |      |
| Børnene fra Sølvgade | Ida Skelbæk Knudsen, Alfred Nordhøj Kann, Amelia Ahmad Abdullatif, Alfred Rivera, Jakob Fauerby og Anders W. Berthelsen |      |
| Madame Ida           | Flora Ofelia Hoffman Lindah, Karen-Lise Mynster og Christine Albeck                                                     |      |